# Nederland op de Olympische Zomerspelen 1996
Nederland nam deel aan de Olympische Zomerspelen 1996 in Atlanta, Verenigde Staten.

## Medailles
| Sport        | Olympiër                                                                          | Discipline                    | Medaille |
| ------------ | --------------------------------------------------------------------------------- | ----------------------------- | -------- |
| Hockey       | Olympisch team                                                                    | mannen                        | Goud     |
| Roeien       | Holland acht                                                                      | mannen                        | 1        |
| Volleybal    | Olympisch team                                                                    | mannen                        | Goud     |
| Wielrennen   | Bart Brentjens                                                                    | mountainbike crosscountry (m) | Goud     |
|              |                                                                                   |                               |          |
| Paardensport | Anky van Grunsven                                                                 | dressuur individueel          | Zilver   |
| Paardensport | Tineke Bartels Anky van Grunsven Gonnelien Rothenberger-Gordijn Sven Rothenberger | dressuur team                 | Zilver   |
| Roeien       | Maarten van der Linden Pepijn Aardewijn                                           | lichte dubbel-twee (m)        | Zilver   |
| Wielrennen   | Ingrid Haringa                                                                    | puntenkoers (v)               | Zilver   |
| Zeilen       | Margriet Matthijsse                                                               | europe (v)                    | Zilver   |
|              |                                                                                   |                               |          |
| Hockey       | Olympisch team                                                                    | vrouwen                       | Brons    |
| Judo         | Mark Huizinga                                                                     | -86 kg (m)                    | Brons    |
| Judo         | Jenny Gal                                                                         | -61 kg (v)                    | Brons    |
| Judo         | Claudia Zwiers                                                                    | -66 kg (v)                    | Brons    |
| Paardensport | Sven Rothenberger                                                                 | dressuur individueel          | Brons    |
| Roeien       | Irene Eijs Eeke van Nes                                                           | dubbel-twee (v)               | Brons    |
| Wielrennen   | Ingrid Haringa                                                                    | sprint (v)                    | Brons    |
| Zeilen       | Roy Heiner                                                                        | Finn-klasse (m)               | Brons    |
| Zwemmen      | Kirsten Vlieghuis                                                                 | 400m vrij (v)                 | Brons    |
| Zwemmen      | Kirsten Vlieghuis                                                                 | 800m vrij (v)                 | Brons    |

## Overzicht per sport
| Sport        | Deelnemers | Goud | Zilver | Brons | Totaal |
| ------------ | ---------- | ---- | ------ | ----- | ------ |
| Atletiek     | 9          |      |        |       | '      |
| Badminton    | 5          |      |        |       | '      |
| Boogschieten | 2          |      |        |       | '      |
| Hockey       | 31         | 1    |        | 1     | 2      |
| Honkbal      | 21         |      |        |       | '      |
| Judo         | 10         |      |        | 3     | 3      |
| Kanovaren    | 2          |      |        |       | '      |
| Paardensport | 8          |      | 2      | 1     | 3      |
| Roeien       | 33         | 1    | 1      | 1     | 3      |
| Schietsport  | 2          |      |        |       | '      |
| Softbal      | 15         |      |        |       | '      |
| Tafeltennis  | 6          |      |        |       | '      |
| Tennis       | 5          |      |        |       | '      |
| Volleybal    | 28         | 1    |        |       | 1      |
| Waterpolo    | 12         |      |        |       | '      |
| Wielrennen   | 16         | 1    | 1      | 1     | 3      |
| Zeilen       | 12         |      | 1      | 1     | 2      |
| Zwemmen      | 22         |      |        | 2     | 2      |
| Totaal       | 239        | 4    | 5      | 10    | 19     |

## Resultaten per onderdeel

### Atletiek
| Olympiër                | Discipline               | Resultaat    | Prestatie |
| ----------------------- | ------------------------ | ------------ | --- |
| Marko Koers             | 1500m (m)                | 7e           | serie 1: 3.36,18 (2e tijd) halve finale 2: 3.36,06 (5e tijd) finale: 3.38,18 (7e tijd) |
| Bert van Vlaanderen     | marathon (m)             | 45e          | 2.20,48 |
| Laurens Looije          | polsstokhoogspringen (m) | kwalificatie | kwalificatie: 5,40m |
| Marcel Dost             | tienkamp (m)             | 18e          | 100m: 10,87 verspringen: 7,21m kogelstoten: 13,91m hoogspringen: 1,95m 400m: 48,19 110m horden: 14,52 discuswerpen: 41,92m polsstokhoogspringen:5,20m speerwerpen:57,76m 1500m:4:38.81 totaal: 8111 punten |
| Jack Rosendaal          | tienkamp (m)             | 21e          | 100m: 11,24 verspringen: 7,33m kogelstoten: 13,59m hoogspringen: 2,07m 400m: 50,93 110m horden: 14,46 discuswerpen: 41,24m polsstokhoogspringen:4,70m speerwerpen:63,80m 1500m:4.25,98 totaal:8035 punten  |
|                         |                          |              | |
| Stella Jongmans         | 800m (v)                 | 16e          | serie 4: 2.00,26 (2e tijd) halve finale 2: DNF |
| Anne van Schuppen       | marathon (v)             | 41e          | 2.40,46 |
| Sharon Jaklofsky        | verspringen (v)          | -            | kwalificatie: ongeldig, 6,69m, 6,75m (3e) finale: ongeldig, ongeldig, ongeldig |
| Corrie de Bruin         | kogelstoten (v)          | DNS          | kwalificatie: niet gestart |
| Corrie de Bruin         | discuswerpen (v)         | 36e          | kwalificatie: ongeldig, ongeldig, ongeldig |
| Jacqueline Goormachtigh | discuswerpen (v)         | 21e          | kwalificatie: 55,70m, 56,94m, 58,74m |

### Badminton
| Olympiër                         | Discipline         | Resultaat | Prestatie |
| -------------------------------- | ------------------ | --------- | --- |
| Jeroen van Dijk                  | enkelspel (m)      | 1/16F     | 1/32F: versloeg Pavel Uvarov Rusland 15-8, 15-10 1/16F: verloor van Ong Ewe Hock Maleisië 11-15, 10-15                                        |
| Ron Michels                      | enkelspel (m)      | 1/32F     | 1/32F: verloor van Darren Hall Groot-Brittannië 4-15, 4-15                                                                                    |
| Joris van Soerland               | enkelspel (m)      | 1/16F     | 1/32F: vrijgeloot 1/16F: verloor van Dong Jiong China 9-14, 4-14                                                                              |
|                                  |                    |           | |
| Eline Coene Erica van den Heuvel | dubbelspel (v)     | 1/8F      | 1/16F: versloegen Kelly Morg & Joanne Muggeridge Groot-Brittannië 1/8F: verloren van Chen Ying & Peng Xingyong China 8-15 13-15               |
|                                  |                    |           | |
| Ron Michels Erica van den Heuvel | gemengd dubbelspel | 1/8F      | 1/16F: versloegen Teodor Velkov & Neli Nedjalkova Bulgarije 6-15, 6-15 1/8F: verloren van Michael Søgaard & Rikke Olsen Denemarken 4-15, 6-15 |

### Boogschieten
| Olympiër              | Discipline      | Resultaat | Prestatie |
| --------------------- | --------------- | --------- | --- |
| Ludmilla Arzhannikova | individueel (v) | 15e       | kwalificatie: 652punten (11e) 1/32F: won van Natalya Bilukha Oekraïne 149-141 1/16F: won van Jenny Sjovall Zweden 160-151 1/8F: verloor van Elif Altinkaynak Turkije 150-160 |
| Christel Verstegen    | individueel (v) | 27e       | kwalificatie: 639punten (27e) 1/32F: won van Elif Eksi Turkije 155-150 1/32F: verloor van Elif Altinkaynak Turkije 149-160                                                   |

### Hockey
| Olympiër | Discipline | Resultaat | Prestatie |
| --- | ---------- | --------- | --- |
| Jacques Brinkman Floris Jan Bovelander Maurits Crucq Marc Delissen Jeroen Delmee Taco van den Honert Erik Jazet Ronald Jansen Leo Klein Gebbink Bram Lomans Teun de Nooijer Wouter van Pelt Stephan Veen Guus Vogels Tycho van Meer Remco van Wijk                                     | team (m)   | Goud      | Voorronde 2-0 Nederland Maleisië 2-2 Nederland Groot-Brittannië 3-2 Nederland Australië 3-1 Nederland Zuid-Korea 4-1 Nederland Zuid-Afrika HF 3-1 Nederland Duitsland finale 3-1 Nederland Spanje                                                           |
| |            |           | |
| Dillianne van den Boogaard Mijntje Donners Willemijn Duyster Stella de Heij Noor Holsboer Fleur van de Kieft Nicole Koolen Ellen Kuipers Jeannette Lewin Suzanne Plesman Wietske de Ruiter Florentine Steenberghe Margje Teeuwen Carole Thate Jacqueline Toxopeus Suzan van der Wielen | team (v)   | Brons     | Voorronde 1-1 Nederland Verenigde Staten 1-1 Nederland Groot-Brittannië 1-3 Nederland Zuid-Korea 4-3 Nederland Duitsland 4-1 Nederland Argentinië 4-2 Nederland Spanje 0-4 Nederland Australië om brons 0-0 Nederland Groot-Brittannië (4-3 na strafballen) |

### Honkbal
| Olympiër | Discipline | Resultaat | Prestatie |
| --- | ---------- | --------- | --- |
| Johnny Balentina Giel ten Bosch Eric de Bruin Peter Callenbach Rob Cordemans Jeffrey Cranston Eddie Dix Marlon Fluonia Evert-Jan 't Hoen Eelco Jansen Marcel Joost Adonis Kemp Geoffrey Kohl Marcel Kruijt André van Maris Edsel Martis Paul Nanne Tom Nanne Byron Ward Danny Wout | team       | 5e        | voorronde 2-12 Nederland Japan 16-6 Nederland Australië 2-18 Nederland Cuba 0-5 Nederland Nicaragua 3-11 Nederland Zuid-Korea 8-7 Nederland Italië 1-17 Nederland Verenigde Staten |

### Judo
| Olympiër          | Discipline | Resultaat  | Prestatie |
| ----------------- | ---------- | ---------- | --- |
| Patrick Klas      | -78 kg     | 1/8F       | 1/32F: vrijgeloot 1/16F: versloeg Jose Figueroa Puerto Rico 1/8F: verloor van Dario Garcia Argentinië |
| Mark Huizinga     | -86 kg     | Brons      | 1/32F: vrijgeloot 1/16F: verloor van Jeon Ki-Young Zuid-Korea herkansing KF: versloeg Serge Biwole Abolo Kameroen herkansing HF: versloeg Yosvani Despaigne Cuba herkansing finale: versloeg Nicolas Gill Canada om brons: versloeg Adrian Croitoru Roemenië               |
| Ben Sonnemans     | -95 kg     | 5e         | 1/32F: vrijgeloot 1/16F: vrijgeloot 1/8F: versloeg Raymond Stevens Groot-Brittannië KF: verloor van Min-Soo Kim Zuid-Korea herkansing HF: versloeg Dmitri Sergueev Rusland herkansing finale: versloeg Yoshio Nakamura Japan om brons: verloor van Aurélio Miguel Brazilië |
| Denny Ebbers      | +95 kg     | 1/16F      | 1/32F: vrijgeloot 1/16F: verloor van Frank Moeller Duitsland |
|                   |            |            | |
| Tamara Meijer     | -48 kg     | herkansing | 1/16F: versloeg Natalya Kuligina Kirgizië 1/8F: verloor van Sun-Hi Kye Noord-Korea herkansing HF: verloor van Sarah Nichilo Frankrijk |
| Jessica Gal       | -56 kg     | herkansing | 1/16F: vrijgeloot 1/8F: verloor van Driulis González Cuba herkansing KF: verloor van Magali Baton Frankrijk |
| Jenny Gal         | -61 kg     | Brons      | 1/16F: versloeg Michelle Buckingham Canada 1/8F: versloeg lleana Beltran Cuba KF: versloeg Sara Alvarez Spanje HF: verloor van Yuko Emoto Japan om brons: versloeg Ilknur Kobas Turkije                                                                                    |
| Claudia Zwiers    | -66 kg     | Brons      | 1/16F: vrijgeloot 1/8F: versloeg Liliko Ogasawara Verenigde Staten KF: versloeg Wu Mei Ling China HF: verloor van Min-sun Cho Zuid-Korea om brons: versloeg Odalis Revé Cuba                                                                                               |
| Karin Kienhuis    | -72 kg     | 1/8F       | 1/16F: vrijgeloot 1/8F: Kate Howey Groot-Brittannië |
| Angelique Seriese | +72 kg     | 1/16F      | 1/16F: verloor van Johanna Hagn Duitsland |

### Kanovaren
| Olympiër     | Discipline | Resultaat | Prestatie                                                                           |
| slalom       | slalom     | slalom    | slalom                                                                              |
| ------------ | ---------- | --------- | ----------------------------------------------------------------------------------- |
| Michael Reys | K-1        | 11e       | run 1: 146,79 0 strafseconden run 2: 150,49 60 strafseconden beste run: 146,79      |
| Frits Sins   | K-1        | 37e       | run 1: 154,42 + 55 strafseconden run 2: 149,33 + 20 strafseconden beste run: 169,33 |

### Paardensport
| Olympiër                                                                                   | Discipline          | Resultaat | Prestatie |
| ------------------------------------------------------------------------------------------ | ------------------- | --------- | --- |
| Tineke Bartels-de Vries op Olympic Barbria                                                 | dressuur            | 13e       | 067,60% Grand prix (14e) 068.28% Grand prix special (15e) 069,66% Kür op muziek (13e) 205,54% totaal |
| Anky van Grunsven op Bonfire                                                               | dressuur            | Zilver    | 075,72% Grand prix (2e) 077,72% Grand prix special (1e) 079,58% Kür op muziek (2e) 233,02% totaal |
| Sven Rothenberger op Weyden                                                                | dressuur            | Brons     | 074,16% Grand prix (4e) 074,00% Grand prix special (4e) 076,78% Kür op muziek (4e) 224,94% totaal |
| Gonnelien Rothenberger-Gordijn op Dondolo                                                  | dressuur            | 16e       | 066,92% Grand prix (15e) 068,42% Grand prix special 0- Kür op muziek 135,34% totaal |
| Tineke Bartels-de Vries Anky van Grunsven Sven Rothenberger Gonnelien Rothenberger-Gordijn | dressuur team       | Zilver    | 1690 punten Tineke Bartels-de Vries 1893 punten Anky van Grunsven 1854 punten Sven Rothenberger 1673 punten Gonnelien Rothenberger-Gordijn 5437 punten |
| Emile Hendrix Finesse                                                                      | springconcours      | 29e       | 4 strafpunten kwalificatie 1 8 strafpunten kwalificatie 2 8 strafpunten kwalificatie 3 20 strafpunten kwalificatie (29e) |
| Jos Lansink Carthago Z                                                                     | springconcours      | 11e       | 4 strafpunten kwalificatie 1 8 strafpunten kwalificatie 2 8 strafpunten kwalificatie 3 20 strafpunten kwalificatie (29e) 8 strafpunten finale |
| Bert Romp Samantha                                                                         | springconcours      | 40e       | 4 strafpunten kwalificatie 1 8 strafpunten kwalificatie 2 12 strafpunten kwalificatie 3 24 strafpunten kwalificatie (40e) |
| Jan Tops Top Gun                                                                           | springconcours      | 7e        | 0 strafpunten kwalificatie 1 0 strafpunten kwalificatie 2 0 strafpunten kwalificatie 3 4,25 strafpunten kwalificatie (4e) 4 strafpunten finale 8 strafpunten Jump-of voor zilver |
| Emile Hendrix Jos Lansink Bert Romp Jan Tops                                               | springconcours team | 7e        | 00 strafpunten Jan Tops 08 strafpunten Jos Lansink 08 strafpunten Bert Romp 12 strafpunten Emile Hendrix 16 strafpunten totaal ronde 1 04 strafpunten Emile Hendrix 04,25 strafpunten Jan Tops 08 strafpunten Jos Lansink 12 strafpunten Bert Romp 16,25 strafpunten totaal ronde 2 32,25 strafpunten eindtotaal |

### Roeien
| Olympiër | Discipline            | Resultaat | Prestatie |
| --- | --------------------- | --------- | --- |
| Pepijn Aardewijn Maarten van der Linden | lichte dubbeltwee (m) | Zilver    | serie 1: 6.49,93 (1e tijd) halve finale 1: 6.27,07 (2e tijd) finale: 6.26,48                                 |
| Kai Compagner Sjors van Iwaarden | twee zonder (m)       | 17e       | serie 2: 7.00,45 (5e tijd) herkansing 2: 7.24,17 (4e tijd) C finale: 7.10,43                                 |
| Pieter van Andel Joris Loefs Sander van der Marck Adri Middag                                                                                           | dubbelvier (m)        | 10e       | serie 1: 6.06,98 (2e tijd) halve finale 2: 6.03,72 (4e tijd) b-finale: 5.55,15                               |
| Michiel Bartman Jeroen Duyster Ronald Florijn Koos Maasdijk Nico Rienks Diederik Simon Niels van Steenis Niels van der Zwan Henk-Jan Zwolle             | acht (m)              | Goud      | serie 1: 5.41,41 (1e tijd) finale: 5.42,74                                                                   |
| |                       |           | |
| Irene Eijs Eeke van Nes | dubbeltwee (v)        | Brons     | serie 3: 7.23,12 (1e tijd) halve finale 2: 7:16.39 (2e tijd) finale: 6:58,72                                 |
| Ellen Meliesie Laurien Vermulst | lichte dubbeltwee (v) | 6e        | serie 1: 7.32,30 (3e tijd) herkansing 1: 7.00,17 (1e tijd) halve finale 2: 7.19,02 (2e tijd) finale: 7.21,92 |
| Elien Meijer Anneke Venema | twee zonder(v)        | 8e        | serie 1: 7.43,58 (3e tijd) halve finale 2: 7.48,40 (4e tijd) B finale: 7.17,26                               |
| Irene Eijs Meike van Driel Eeke van Nes Nelleke Penninx                                                                                                 | dubbelvier (v)        | 6e        | serie 1: 6.43,76 (2e tijd) herkansing 1: 6.15,92 (2e tijd) finale: 6.35,54                                   |
| Tessa Appeldoorn Femke Boelen Rita de Jong Tessa Knaven Astrid van Koert Muriel van Schilfgaarde Marleen van der Velden Marieke Westerhof Jissy de Wolf | acht (v)              | 6e        | serie 1: 6.32,71 (3e tijd) herkansing 1: 6.08,85 (3e tijd) finale: 6.31,11                                   |

### Schietsport
| Olympiër         | Discipline | Resultaat | Prestatie                                           |
| ---------------- | ---------- | --------- | --------------------------------------------------- |
| Hennie Dompeling | skeet (m)  | 15e       | dag 1: 72 punten dag 2 48 punten totaal: 120 punten |
| Eric Swinkels    | skeet (m)  | 32e       | dag 1: 71 punten dag 2 46 punten totaal: 117 punten |

### Softbal
| Olympiër | Discipline | Resultaat | Prestatie |
| --- | ---------- | --------- | --- |
| Madelon Beek Petra Beek Luciène Geels Jacqueline de Heer Marjolein de Jong Jacqueline Knol Anita Kossen Anouk Mels Sandra Nieuwveen Penny le Noble Corrine Ockhuijsen Sonja Pannen Marlies van der Putten Gonny Reijnen Martine Stiemer | team (v)   | 7e        | Voorronde 0-3 Nederland Japan 0-9 Nederland Verenigde Staten 1-7 Nederland Chinees Taipei 0-1 Nederland Australië 0-8 Nederland China 1-4 Nederland Canada 2-0 Nederland Puerto Rico |

### Tafeltennis
| Olympiër                              | Discipline     | Resultaat  | Prestatie |
| ------------------------------------- | -------------- | ---------- | --- |
| Danny Heister                         | enkelspel (m)  | groepsfase | groepsfase: verloor van Wang Tao China 0-2 verloor van Daniel Tsiokas Griekenland 1-2 versloeg Paul Mutambuze Oeganda 2-0                                                                   |
| Danny Heister Trinko Keen             | dubbelspel (m) | groepsfase | groepsfase: verloren van Jörgen Persson & Jan-Ove Waldner Zweden 1-2 versloegen Toshio Tasaki & Ryo Yuzawa Japan 2-1 versloegen Augusto Morales Marengo & Juan Salamanca Gonzalez Chili 2-0 |
|                                       |                |            | |
| Mirjam Hooman-Kloppenburg             | enkelspel (v)  | groepsfase | groepsfase: verloor van Chai Po Wa Hongkong 0-2 verloor van Adriana Simion Roemenië 0-2 versloeg Fabiola Ramos Venezuela 2-0                                                                |
| Gerdie Keen                           | enkelspel (v)  | groepsfase | groepsfase: verloor van Lijuan Geng Canada 0-2 verloor van Park Gyeong-Ae Zuid-Korea 0-2 |
| Bettine Vriesekoop                    | enkelspel (v)  | groepsfase | groepsfase: verloor van Otilia Badescu Roemenië 0-2 verloor van Rūta Paškauskienė Litouwen 1-2 versloeg Ambika Radhika India 2-0                                                            |
| Gerdie Keen Mirjam Hooman-Kloppenburg | dubbelspel (v) | groepsfase | groepsfase: verloren van Chire Koyama & Taeko Todo Japan 0-2 verloren van Elke Schall & Nicole Struse Duitsland 1-2 versloegen Alessia Arisi & Laura Negrisoli Italië 2-1                   |
| Emily Noor Bettine Vriesekoop         | dubbelspel (v) | groepsfase | groepsfase: verloren van Irina Palina & Elena Timina Rusland 0-2 verloren van Wang Wei & Lily Yip Duitsland 1-2 versloegen Bose Kaffo & Olufunke Oshonaike Nigeria 2-1                      |

### Tennis
| Olympiër                                | Discipline     | Resultaat | Prestatie |
| --------------------------------------- | -------------- | --------- | --- |
| Jacco Eltingh                           | enkel (m)      | 1/32F     | 1/32F: verloor van Denemarken Frederik Fetterlein 4-6, 6-4, 6-8 |
| Paul Haarhuis                           | enkel (m)      | 1/32F     | 1/32F: verloor van Australië Mark Philippoussis 6-7, 6-7 |
| Jan Siemerink                           | enkel (m)      | 1/32F     | 1/32F: verloor van Australië Todd Woodbridge 2-6, 4-6 |
| Jacco Eltingh Paul Haarhuis             | dubbelspel (m) | 4e        | 1/16F: won van Roemenië Andrei Pavel & Dinu Pescariu 6-2, 6-7, 6-4 1/8F won van Ivoorkust Claude N'Goran & Clement N'Goran 6-4, 6-4 KF: Zuid-Afrika Wayne Ferreira & Ellis Ferreira 7-6, 7-6 HF: verloor van Australië Todd Woodbridge & Mark Woodforde 2-6, 7-5, 16-18 om brons: verloor van Duitsland David Prinosil & Marc-Kevin Goellner 2-6, 5-7                 |
|                                         |                |           | |
| Brenda Schultz-McCarthy                 | enkelspel (v)  | 1/8F      | 1/32F: won van Tunesië Selima Sfar 6-4, 6-0 1/16F: won van Zuid-Korea Young-Ja Choi 6-2, 6-4 1/8F verloor van Spanje Arantxa Sánchez Vicario 4-6, 6-7 |
| Manon Bollegraf Brenda Schultz-McCarthy | dubbelspel (v) | 4e        | 1/16F: won van Oekraïne Olha Loehina & Natalia Medvedeva walk-over 1/8F: won van Hongarije Virág Csurgó en Andrea Temesvári 7-6, 7-6 KF: won van Zwitserland Martina Hingis & Patty Schnyder 6-4, 6-3 HF: verloor van Verenigde Staten Mary Joe Fernandez & Gigi Fernández 5-7, 6-7 Om brons: verloor van Spanje Arantxa Sánchez Vicario & Conchita Martínez 1-6, 3-6 |

### Volleybal
| Olympiër | Discipline         | Resultaat | Prestatie |
| --- | ------------------ | --------- | --- |
| Peter Blangé Bas van de Goor Mike van de Goor Rob Grabert Henk-Jan Held Guido Görtzen Misha Latuhihin Olof van der Meulen Jan Posthuma Brecht Rodenburg Richard Schuil Ron Zwerver                     | team (m)           | Goud      | Voorronde 3-0 Nederland Tunesië 3-0 Nederland Rusland 0-3 Nederland Italië 3-0 Nederland Joegoslavië 3-0 Nederland Zuid-Korea KF 3-1 Nederland Bulgarije HF 3-0 Nederland Rusland Finale 3-2 Nederland Italië                            |
| |                    |           | |
| Cintha Boersma Erna Brinkman Riëtte Fledderus Jerine Fleurke Marjolein de Jong Saskia van Hintum Elles Leferink Irena Machovcak Claudia van Thiel Lisette van der Ven Ingrid Visser Henriëtte Weersing | team (v)           | 5e        | Voorronde 0-3 Nederland China 1-3 Nederland Verenigde Staten 3-0 Nederland Japan 3-1 Nederland Zuid-Korea 3-1 Nederland Oekraïne KF 1-3 Nederland Rusland Kwalificatiewedstrijden (5/8) 3-2 Nederland Duitsland 3-0 Nederland Zuid-Korea |
| |                    |           | |
| Michel Everaert Sander Mulder | beachvolleybal (m) | 17e       | 1ste ronde: verloor van Portugal João Brenha & Miguel Maia 8-15 1ste herkansingsronde: verloor van Tsjechië Michal Palinek & Marek Pakosta 6-15                                                                                          |

### Waterpolo
| Olympiër | Discipline | Resultaat | Prestatie |
| --- | ---------- | --------- | --- |
| Arie van de Bunt Gert de Groot Arno Havenga Koos Issard Bas de Jong Niels van der Kolk Marco Kunz Harry van der Meer Hans Nieuwenburg Joeri Stoffels Eelco Uri Wyco de Vries | team (m)   | 10e       | Voorronde 8-11 Nederland Joegoslavië 7-8 Nederland Spanje 8-10 Nederland Hongarije 5-10 Nederland Rusland 8-9 Nederland Duitsland Klassificatieronde (9/12) 10-8 Nederland Roemenië 6-9 Nederland Duitsland 9-9 Nederland Oekraïne |

### Wielersport
| Olympiër                                                    | Discipline                    | Resultaat | Prestatie |
| ----------------------------------------------------------- | ----------------------------- | --------- | --- |
| Dirk Jan van Hameren                                        | 1000m tijdrit (m)             | 12e       | 1.05,886 |
| Peter Pieters                                               | puntenkoers (m)               | 21e       | 0 punten |
| Peter Pieters                                               | individuele achtervolging (m) | NC        | niet geklaseerd |
| Jarich Bakker Richard Rozendaal Peter Schep Robert Slippens | ploegenachtervolging (m)      | 12e       | 4.16,175 |
|                                                             |                               |           | |
| Ingrid Haringa                                              | sprint (v)                    | Brons     | kwalificatie: 11,456 (4e) 1/8F: won van Erika Salumäe Estland (1-0) KF: won van Tanya Dubnicoff Canada (2-1) HF: verloor van Michelle Ferris Australië (2-1) om brons: won van Annett Neumann Duitsland (2-1) |
| Ingrid Haringa                                              | puntenkoers (v)               | Zilver    | 23 punten |
|                                                             |                               |           | |
| Erik Breukink                                               | wegtijdrit (m)                | 17e       | 1.08,33 |
| Erik Breukink                                               | wegwedstrijd (m)              | 45e       | 4.56,45 |
| Erik Dekker                                                 | wegtijdrit (m)                | 11e       | 1.07,08 |
| Erik Dekker                                                 | wegwedstrijd (m)              | 38e       | 4.56,45 |
| Tristan Hoffman                                             | wegwedstrijd (m)              | 108e      | 4.56,55 |
| Danny Nelissen                                              | wegwedstrijd (m)              | 111e      | 4.58,08 |
| Aart Vierhouten                                             | wegwedstrijd (m)              | 56e       | 4.56,46 |
|                                                             |                               |           | |
| Yvonne Brunen                                               | wegtijdrit (v)                | 19e       | 40,39 |
| Yvonne Brunen                                               | wegwedstrijd (v)              | 26e       | 2.37,06 |
| Elsbeth Vink                                                | wegwedstrijd (v)              | 28e       | 2.37,06 |
| Ingrid Haringa                                              | wegwedstrijd (v)              | DNF       | - |
|                                                             |                               |           | |
| Bart Brentjens                                              | mountainbike (m)              | Goud      | 2.17,38 |
| Marcel Arntz                                                | mountainbike (m)              | DNF       | - |
|                                                             |                               |           | |
| Elsbeth Vink                                                | mountainbike (v)              | 5e        | 1.54,38 |

### Zeilen
| Olympiër                                  | Discipline              | Resultaat | Prestatie                                                                        |
| ----------------------------------------- | ----------------------- | --------- | -------------------------------------------------------------------------------- |
| Martijn van Geemen                        | Mistral plankzeilen (m) | 18e       | 118 punten (15,0, 17,0, 12,0, 23,0, 12,0, 29,0, 47,0*, 20,0, 19,0)               |
| Roy Heiner                                | Finn klasse (m)         | Brons     | 50 punten (21,0, 7,0, 6,0, 11,0, 6,0, 11,0, 1,0, 12,0, 6,0, 2,0)                 |
| Ben Kouwenhoven & Jan Kouwenhoven         | 470 (m)                 | 24e       | 164 punten (37,0**, 5,0, 11,0, 32,0, 24,0, 10,0, 24,0, 8,0, 30,0, 20,0, 37,0 gd) |
|                                           |                         |           |                                                                                  |
| Dorien de Vries                           | Mistral plankzeilen (v) | 10e       | 52 punten (13,0, 5,0, 28,0 gd, 10,0, 8,0, 8,0, 3,0, 12,0, 6,0)                   |
| Margriet Matthijsse                       | Europe (v)              | Zilver    | 37 punten (28,0 *, 2,0, 1,0, 10,0, 2,0, 1,0, 1,0, 4,0, 12,0, 15,0, 4,0)          |
|                                           |                         |           |                                                                                  |
| Serge Kats                                | Laser (g)               | 13e       | 98 punten, (6,0, 57,0 *, 12,0, 13,0, 5,0, 7,0, 22,0, 57,0 gd, 19,0, 11,0, 3,0)   |
| Ron van Teylingen Herbert Dercksen        | Tornado (g)             | 9e        | 56 punten (13,0, 6,0, 2,0, 17,0, 2,0, 6,0, 7,0, 9,0, 20,0 *, 5,0, 6,0)           |
| Willem Potma Frank Hettinga Gerhard Potma | Soling (g)              | 15e       | 84 punten (8,0, 7,0, 10,0 23,0 *, 10,0, 15,0, 16,0, 2,0, 17,0, 16,0)             |

- * te vroeg gestart
- ** niet gestart
- gd gediskwalificeerd

### Zwemmen
| Olympiër                                                                        | Discipline                       | Resultaat | Prestatie                        |
| ------------------------------------------------------------------------------- | -------------------------------- | --------- | -------------------------------- |
| Pieter van den Hoogenband                                                       | 50m vrije slag (m)               | 9e        | serie: 22,82 b-finale: 22,67     |
| Pieter van den Hoogenband                                                       | 100m vrije slag (m)              | 4e        | serie: 49,73 finale: 49,13       |
| Pieter van den Hoogenband                                                       | 200m vrije slag (m)              | 4e        | serie: 1.48,68 finale: 1.48,36   |
| Benno Kuipers                                                                   | 100m schoolslag (m)              | 19e       | serie: 1.02,92                   |
| Stefan Aartsen                                                                  | 100m vlinderslag (m)             | 24e       | serie: 54,62                     |
| Stefan Aartsen                                                                  | 200m vlinderslag (m)             | 13e       | serie: 2.00,04 b-finale: 2.00,41 |
| Martin van der Spoel                                                            | 200m wisselslag (m)              | 10e       | serie: 2.03,75 b-finale: 2.03,01 |
| Marcel Wouda                                                                    | 200m wisselslag (m)              | 4e        | serie: 2.01,21 finale: 2.01,45   |
| Marcel Wouda                                                                    | 400m wisselslag (m)              | 5e        | serie: 4.17,30 finale: 4.17,71   |
| Mark Veens Pie Geelen Martin van der Spoel Pieter van den Hoogenband            | 4x100m vrije slagestafette (m)   | 5e        | serie:3.20,16 finale:3.19,02     |
| Marcel Wouda Mark van der Zijden Martin van der Spoel Pieter van den Hoogenband | 4x200m vrije slag estafette (m)  | 7e        | serie 7.23,39 finale:7.21,96     |
| Martin van der Spoel Benno Kuipers Stefan Aartsen Pieter van den Hoogenband     | 4x100m wissel slag estafette (m) | 10e       | serie:3.42,42                    |
|                                                                                 |                                  |           |                                  |
| Marianne Muis                                                                   | 50m vrije slag (v)               | 9e        | serie: 25,93 b-finale: 25,74     |
| Angela Postma                                                                   | 50m vrije slag (v)               | 10e       | serie: 26,00 b-finale: 25,82     |
| Karin Brienesse                                                                 | 100m vrije slag (v)              | 8e        | serie: 55,81 finale: 56,12       |
| Carla Geurts                                                                    | 400m vrije slag (v)              | 6e        | serie: 4.11,18 finale: 4.10,06   |
| Carla Geurts                                                                    | 800m vrije slag (v)              | 7e        | serie: 8.39,85 finale: 8.40,43   |
| Kirsten Vlieghuis                                                               | 400m vrije slag (v)              | Brons     | serie: 4.11,04 finale: 4.08,70   |
| Kirsten Vlieghuis                                                               | 800m vrije slag (v)              | Brons     | serie: 8.39,73 finale: 8.30,84   |
| Madelon Baans                                                                   | 100m schoolslag (v)              | 21e       | serie: 1.17,17                   |
| Minouche Smit                                                                   | 200m wisselslag (v)              | 7e        | serie: 2.16,30 finale: 2.16,73   |
| Marianne Muis Minouche Smit Wilma van Hofwegen Karin Brienesse                  | 4x100m vrije slag (v)            | 4e        | serie: 3.43,63 finale: 3.42,63   |
| Carla Geurts Patricia Stokkers Minouche Smit Kirsten Vlieghuis                  | 4x200m vrije slag (v)            | 6e        | serie: 8.12,78 finale: 8.08,48   |
| Brenda Starink Madelon Baans Wilma van Hofwegen Karin Brienesse                 | 4x100m wisselslag (v)            | 12e       | serie: 4.11,64                   |